# هيلين ميتلاند أرمسترونغ
هيلين ميتلاند أرمسترونغ (بالإنجليزية: Helen Maitland Armstrong) هي فنانة زجاج ملون أمريكية، ولدت في 14 أكتوبر 1869 في فلورنسا في إيطاليا، وتوفيت في 26 نوفمبر 1948.